# Дергачи (станция ЮЖД)
Дергачи — станция южной железной дороги 4 класса. Находится в г. Дергачи в 13 км от вокзала Харьков Пассажирский на линии Москва — Харьков.
Вокзал ночью не работает. На станции есть туалет и пешеходный мост с выходом на третью платформу.
Для пассажиров работает три платформы у которых 4 пути. Все низкие, имеют твердое покрытие. 2 принимает электропоезда до Харькова и проходящие поезда в том же направление, 3 путь для поездов оборачивающихся в Дергачах и для обхода поездов идущих на Москву, 4 путь для электропоездов в сторону Слатино. Первый путь пассажирскими поездами не используется. Через него проводят маневры по завозу вагонов на строительные базы в обе стороны.
Участок Харьков-Белгород обслуживается электропоездами ЭР2, ЭР2Р, ЭР2Т депо Харьков. В нечётном направлении поезда идут до станции Харьков-Пассажирский, в чётном — до станций Казачья Лопань, иногда Слатино.
Скорые и пассажирские поезда остановки не делают.
С 2010 года все поезда Казачанского направления ездят с GPS навигаторами. В связи с этим на станции в конце 2010 года был повешен звуковой автоинформатор, электротабло работающее в реальном времени и цифровой дисплей с расположением составов по всей линии от Терминала Б до пл. Граны.
Пересадка на автобусы в Золочев, Лужок, Емцы, а также маршрутное такси по городу.

## История
- До 1991 года Дергачи имели прямой пригородный поезд до г. Курск.
- В 2003 году был проведён капитальный ремонт вокзала.
- До 2006 года из Дергачей отправлялись и прибывали поезда по всей области, но с вводом Белгородского терминала точкой оборота стал Харьков-Пассажирский.
- В 2012 году были отменены все пригородные поезда Харьков — Белгород.